# 버들붕어

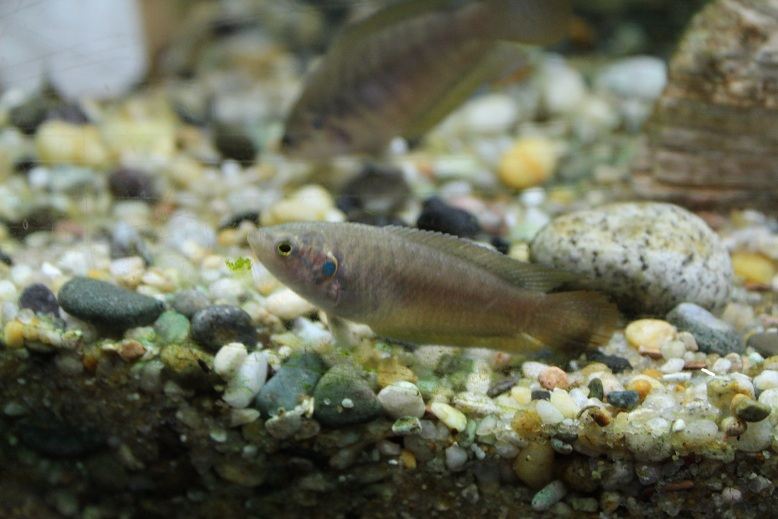
버들붕어 성어

버들붕어(학명: Macropodus ocellatus)는 농어목 오스프로네무스과에 속하는 어류로, 한반도에서 북부 베트남에 걸쳐 분포한다. 투어(鬪魚)라고도 한다. ‘붕어’라는 이름이 붙어 있지만 붕어와는 계통적으로 관계가 없다. 일본에는 일제강점기 때 한반도에서 유입되어 쵸-센부나(일본어: チョウセンブナ)라는 이름으로 불렸다. 현재는 일본에서 관상어로 인기인 우리나라 물고기라고 한다. 버들붕어는 호전적인 물고기로서 종종 전투적이며, 작은 어류들을 잡아 먹는다. 주로 습지, 농수로에서 볼 수 있다.
fishbase.org에 따르면 버들붕어의 학명은 Macropodus ocellatus이며, Macropodus chinensis는 Macropodus opercularis(common name: paradise fish)와 동종이다.